# 2259 Sofievka
2259 Sofievka (1971 OG) là một tiểu hành tinh vành đai chính được phát hiện ngày 19 tháng 7 năm 1971 bởi B. Burnasheva ở Nauchnyj.